# Dawid Kwiatkowski
Dawid Piotr Kwiatkowski, conosciuto come Dawid Kwiatkowski (Gorzów Wielkopolski, 1º gennaio 1996), è un cantante e personaggio televisivo polacco.

## Biografia
Originario di Gorzów Wielkopolski, si è fatto conoscere nel 2013 con l'uscita del primo album in studio 9893, messo in commercio attraverso l'etichetta My Music, parte della Sony Music, che ha esordito direttamente in vetta alla OLiS, venendo certificato oro dalla Związek Producentów Audio-Video l'anno successivo con oltre 15 000 esemplari fisici venduti nazionalmente. Anche la versione acustica del disco ha riscosso successo poiché ha debuttato alla 2ª posizione della graduatoria nazionale. Nel 2014 ha inciso l'album Pop & Roll, che oltre a diventare la seconda numero uno del cantante nella classifica dei dischi e ad ottenere una certificazione di platino dalla ZPAV per aver totalizzato 30 000 vendite, gli ha fruttato l'MTV Europe Music Award al miglior artista polacco del medesimo anno. Ha trionfato per una seconda volta nella medesima categoria nell'edizione del 2017.
Nel 2019 è entrato a far parte della divisione polacca della Warner, per mezzo della quale è stato pubblicato il quinto album in studio 13 grzechów niczyich, che ha fatto il proprio ingresso in 2º posto nella OLiS. Ha inoltre ricoperto il ruolo di coach nell'ambito della versione polacca di The Voice Kids e ha conquistato la sua prima numero uno nella hit parade dei singoli grazie a Proste; il brano, uscito nel 2021, è stato certificato diamante dalla ZPAV.

## Discografia

### Album in studio
- 2013 – 9893
- 2014 – Pop & Roll
- 2015 – Element trzeci
- 2016 – Countdown
- 2019 – 13 grzechów niczyich
- 2021 – Dawid Kwiatkowski
- 2024 – Pop romantyk

### Singoli
- 2018 – Jesteś
- 2018 – Sam 1.0
- 2019 – Kochaj mnie
- 2019 – Mordo
- 2019 – Grad
- 2019 – Świąteczna
- 2020 – Bratnie dusze (con Cleo)
- 2021 – Bez ciebie
- 2021 – Proste
- 2021 – Nieważne
- 2021 – Idziesz ze mną
- 2023 – Café de Paris
- 2023 – Taki jak ty
- 2023 – Zanim cię poznam
- 2024 – Beze mnie
- 2024 – Za rękę
- 2024 – Wielka woda (con Maryla Rodowicz)
- 2024 – Proszę tańcz (con Kayah)
- 2025 – Pali się niebo